# Mariana Xavier
Mariana Xavier (Rio de Janeiro, 26 de maio de 1980) é uma atriz brasileira.

## Biografia
Mariana nasceu no Rio de Janeiro em 1980 na Tijuca, mas passou a maior parte da infância no bairro do Grajaú. Filha de uma bancária pernambucana e um comerciário carioca, desde cedo dava sinais da veia artística: destacava-se nas aulas de ballet e jazz, e aos nove anos começou a cursar teatro. Fissurada por televisão, foi figurante na novela "Top Model" e dizia a quem perguntasse o que seria quando crescesse: atriz.
Aos onze anos mudou-se com os pais e o irmão para Vitória (ES), onde passou toda a adolescência. Lá fez alguns cursos livres e cerca de seis espetáculos de teatro paralelamente ao colégio. Em 1997, temporariamente afastada das artes, foi convencida de que seria importante ter uma outra formação, assim, prestou vestibular para Publicidade e Propaganda e voltou à sua cidade natal para estudar na UFRJ. Geminiana típica, dona de interesses e talentos variados, durante o curso trabalhou cerca de dois anos como professora de lambaeróbica.

## Carreira

### 2001-2013: Início da carreira e reconhecimento
Em 2001, desiludida com a faculdade e tomada pela imensa saudade dos palcos, Mariana retomou a carreira artística com força total, profissionalizando-se. Passou então a adotar o sobrenome de seu avô paterno: Thales Busto Xavier
Para custear a vida e os investimentos na carreira, trabalhou como monitora de Língua Portuguesa e Literatura e depois como assistente de marketing num famoso colégio carioca. Integrou as Oficinas de Criação de Espetáculo (de Ernesto Piccolo e Rogério Blat), fez Oficina de Técnica Vocal com a Armazém Cia de Teatro, Dramaturgia Corporal com a professora Maria Pia Scognamiglio e, após participar com grande sucesso da primeira edição do Festival Criação Teatral Volkswagen, fundou com seus companheiros de palco a Cia Escaramucha de Teatro, da qual participa desde 2003 como atriz e produtora. Em 2007, passou a dedicar-se exclusivamente às artes cênicas. Estudou interpretação para TV e cinema com na escola "ArtCênicas", de Antônio Amâncio, e com o diretor Ignácio Coqueiro. Fez aulas de canto com grandes nomes como Jorge Maya, Gilberto Chaves, Pedro Calheiros, André Gabeh e Dani Calazans, e de ballet, jazz e sapateado na "Pas-de-Deux" Escola de Dança.
No mesmo ano, fez sua estreia na televisão em um episódio da série Os Amadores, e desde então emendou em várias participações e figurações em novelas e séries. Em 2009, assumiu um compromisso ainda maior com seu trabalho ao abrir a Trampo Produções Culturais com sua amiga e sócia, a também atriz Helena Cunha.
O reconhecimento público veio a partir de 2013, com as personagens Marcelina no filme Minha Mãe é Uma Peça e Ana Rita na novela Além do Horizonte. Em 2015, interpretou a fogosa  Claudete, apelidada de "Gordelícia", em I Love Paraisópolis. Desde então Mariana tem engatado trabalhos de sucesso e sido considerada referência como atriz e como personalidade.
Em 2017, integra o elenco da novela A Força do Querer como a secretária e modelo plus-size Biga.
Em 2018, foi protagonista do clipe de "Jenifer", sucesso de Gabriel Diniz, na qual ficou em primeiro lugar entre as canções mais tocadas nas rádios e nas paradas de streaming do Brasil, a atriz virou hit junto com a música e é um dos principais personagens desse Carnaval.

## Filmografia

### Televisão
| Ano     | Título                    | Personagem           | Nota                       |
| ------- | ------------------------- | -------------------- | -------------------------- |
| 2007    | Os Amadores               | Pretendente de Tadeu | Episódio: "21 de dezembro" |
| 2008    | Duas Caras                | Verinha              | Episódio: "13 de janeiro"  |
| 2008    | Casos e Acasos            | Suzana               | Episódio: "Quem é Amanda?" |
| 2008–10 | Uma Escolinha Muito Louca | Silvinha Sexy        |                            |
| 2011    | Os Anjos do Sexo          | Leila                | Episódio: "O Rufião"       |
| 2013    | Além do Horizonte         | Ana Rita             |                            |
| 2014    | Vídeo Show                | Repórter             |                            |
| 2015    | I Love Paraisópolis       | Claudete Ruffino     |                            |
| 2017    | Prata da Casa             | Selminha             | Episódio: "Tinder Ovo"     |
| 2017    | Dança dos Famosos         | Participante         | Temporada 14               |
| 2017    | A Força do Querer         | Abigail Lima (Biga)  |                            |
| 2019    | Samantha!                 | Leonora              | Episódio: "7"              |
| 2023    | Tem que Suar              | Tuca Andrade         |                            |

### Cinema
| Ano  | Título                               | Papel                   |
| ---- | ------------------------------------ | ----------------------- |
| 2011 | As Aventuras de Agamenon, o Repórter | Glaucilleny             |
| 2013 | Minha Mãe é Uma Peça                 | Marcelina Amaral Vieira |
| 2016 | Minha Mãe é Uma Peça 2               | Marcelina Amaral Vieira |
| 2017 | Gostosas, Lindas & Sexies            | Marilu                  |
| 2019 | Minha Mãe É uma Peça 3               | Marcelina Amaral Vieira |
| 2022 | Medida Provisória                    | Sara                    |
| 2022 | Esposa de Aluguel                    | Maria Inez Pereira      |
| 2024 | Doce Família                         | Tamara Estrela          |

### Videoclipe
| Ano  | Título    | Cantor        |
| ---- | --------- | ------------- |
| 2018 | "Jenifer" | Gabriel Diniz |

## Teatro
| Ano     | Título                                                          |
| ------- | --------------------------------------------------------------- |
| 1990    | A Bailarina e o Soldadinho de Chumbo em: Travessuras de Malvina |
| 1993    | Mãe e Adolescente: uma dupla quase perfeita                     |
| 1993    | Aconteceu comigo                                                |
| 1994    | Auto de Natal                                                   |
| 1994    | Lua Negra                                                       |
| 1995    | Cinco irmãs e um destino                                        |
| 2002    | A incrível estória da Maria que emprenhou                       |
| 2002–03 | Anjinhos e capetinhas                                           |
| 2002–03 | Fé na parada                                                    |
| 2003    | A Cantora Careca                                                |
| 2003    | Essas Mulheres                                                  |
| 2005–07 | O Garoto que não sabe rir                                       |
| 2006–07 | QUER TC?                                                        |
| 2011    | Escandaloso Desejo de Amar                                      |
| 2012    | Quando as máquinas param                                        |
| 2012–13 | Histórias que o Eco Canta                                       |
| 2016    | O Último Capítulo                                               |
| 2022    | Antes do Ano Que Vem                                            |

## Prêmios e indicações
| Ano  | Prêmio                | Categoria        | Indicação                       | Resultado |
| ---- | --------------------- | ---------------- | ------------------------------- | --------- |
| 2019 | MTV Millennial Awards | Crush do Ano     | Participação no clipe "Jenifer" | Indicada  |
| 2021 | TikTok Awards         | Chegou brilhando | Perfil da atriz no TikTok       | Pendente  |